# Actinote lacrymosa
Actinote lacrymosa är en fjärilsart som beskrevs av Charles Oberthür 1917. Actinote lacrymosa ingår i släktet Actinote och familjen praktfjärilar. Inga underarter finns listade i Catalogue of Life.